# Edificio Rímac
El Edificio Rímac, también conocido como Casa Roosevelt, es un edificio ubicado en el distrito de Lima, en la ciudad homónima, capital del Perú. Está situado en la avenida Roosevelt 101 y 157, esquina con el jirón de la Unión 1177 y 1199, y es el punto de partida de la avenida Paseo de la República. Actualmente, está bajo la administración de la compañía aseguradora Rímac Seguros. 

## Historia
El arquitecto polaco Ricardo de Jaxa Malachowski diseñó el edificio, que se construyó entre 1919 y 1924. Su edificación coincidió con el auge inmobiliario de construcciones que tuvo la ciudad de Lima en el gobierno de Augusto B. Leguía y con la construcción de toda una serie de edificios de estilo Segundo Imperio en la avenida Nicolás de Piérola (más conocida como «La Colmena») y la avenida 9 de Diciembre, cuyo nombre anterior era Paseo Colón. La primera denominación del edificio se debe a que fue construido por encargo de la compañía de seguros Rímac y su segunda denominación, al nombre de la avenida en la que se encuentra ubicado.
Fue el primer edificio multifamiliar construido en Lima, además de contar un ascensor para 1945. Fue propiedad de Manuel Prado Ugarteche entre 1939 y 1945. Aquí la fábrica de elevadores Otis instaló uno de los primeros ascensores de Lima. En 2007 la fachada fue recuperada y actualmente es propiedad de la Municipalidad Metropolitana de Lima.

## Arquitectura
Tiene una fachada de estilo Segundo Imperio, simétrica y dividida verticalmente en tres cuerpos. Está ricamente ornamentada y muchos de sus detalles fueron traídos de Francia. Cuenta con arquerías, detalles de almohadillados, guirnaldas, medallones, pilastras y una serie de mansardas individuales que rematan diferentes cuerpos. Ocupa buena parte de la manzana en la que está ubicado.
La fachada situada frente a la avenida Roosevelt mide 84 m de largo y las ubicadas frente a los jirones Carabaya y Unión miden 70 m. Tiene tres patios interiores que le permiten captar luz diurna y funcionan como dispositivos naturales de ventilación.
Tiene 69 departamentos: 24 en los dos primeros pisos y 45 en los dos últimos. Algunos de los ubicados en la primera planta tienen acceso directo desde la calle.

## Galería

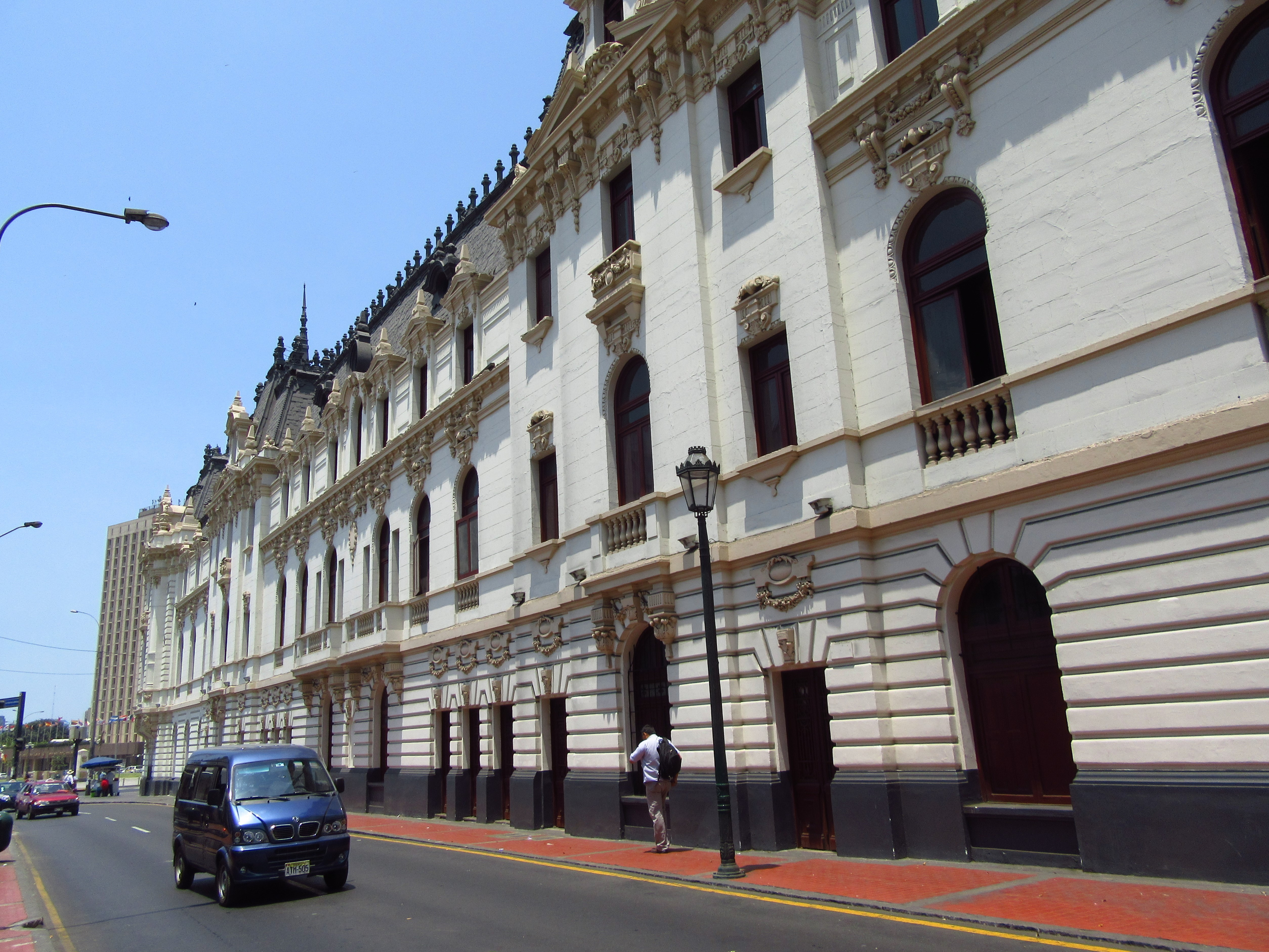
Vista desde el jirón Carabaya
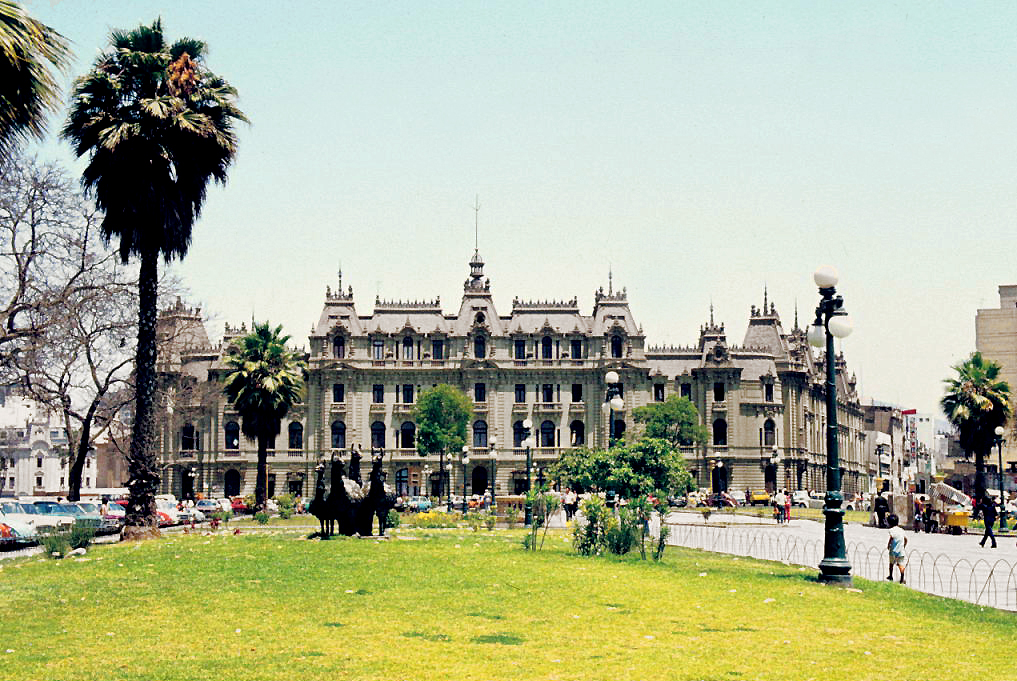
Desde el  Paseo de los Héroes Navales en 1980
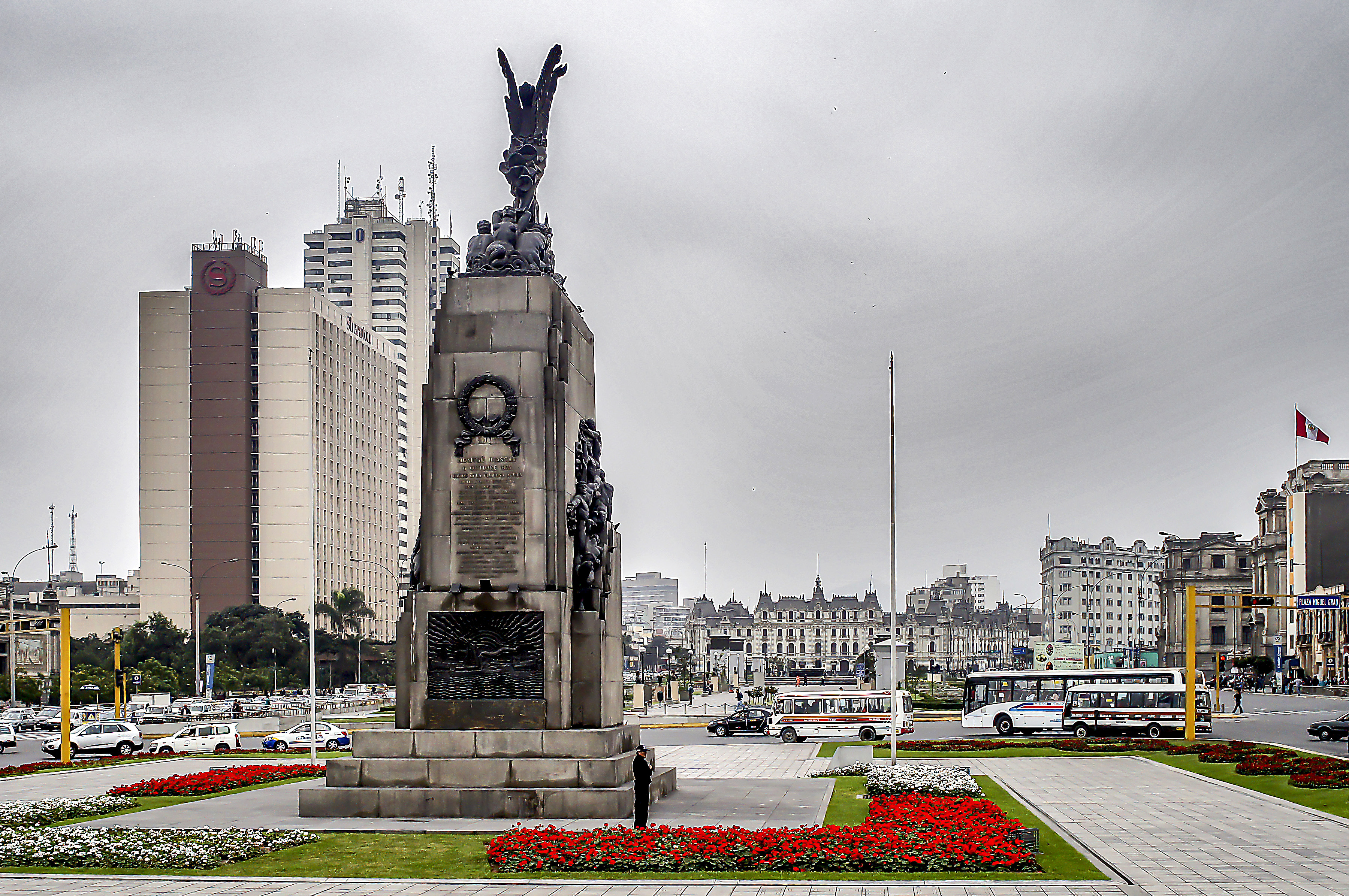
Desde la Plaza Grau. En primer plano, el Monumento a Grau
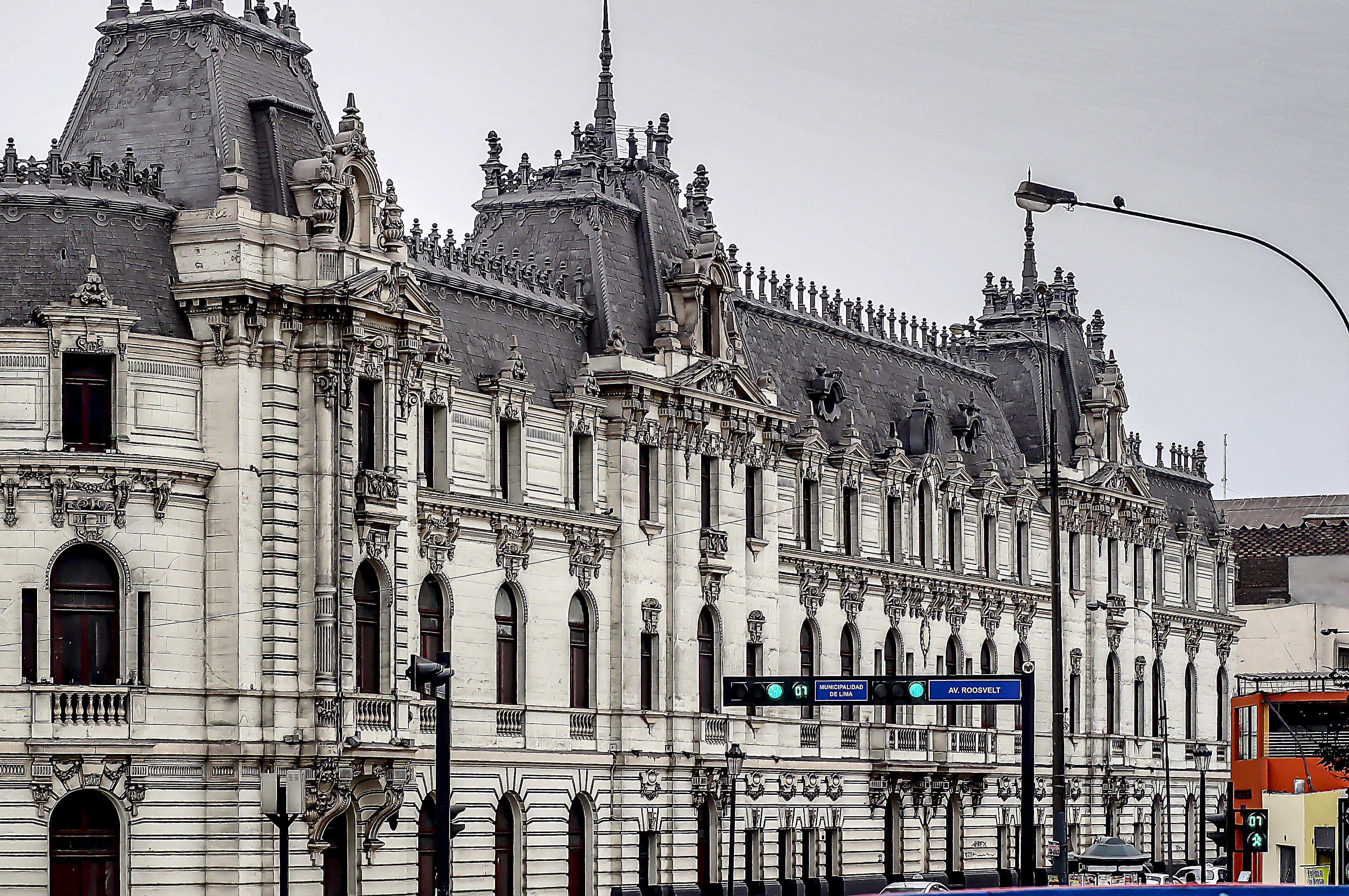
Detalles arquitectónicos de la fachada principal